# Гуларт, Валтер
Валтер де Соуза Гуларт (порт. Walter de Souza Goulart; 17 июля 1912, Рио-де-Жанейро — 13 ноября 1951), более известный под именем Валтер Гуларт (порт. Walter Goulart) — бразильский футболист, вратарь, игрок сборной Бразилии за которую провёл 3 игры, пропустив 4 мяча. Выступал за множество бразильских клубов, с «Америкой» и «Фламенго» выигрывал чемпионаты Рио-де-Жанейро.

## Достижения
- Чемпион штата Рио-де-Жанейро: 1935, 1939